# Кадзияма, Ёхэй
Ёхэй Кадзияма (яп. 梶山 陽平 Кадзияма Ё:хэй, 24 сентября 1985, Токио) — японский футболист, полузащитник.

## Клубная карьера
Ёхэй Кадзияма — воспитанник футбольного клуба «Токио». В 2003 году он дебютировал в Первом дивизионе Джей-лиги. Сезон 2011 года Кадзияма вместе с «Токио» провёл в Джей-лиге 2. Во второй половине сезона 2012/13 он на правах аренды выступал за греческий «Панатинаикос». 27 января 2013 года Кадзияма дебютировал в греческой Суперлиге, выйдя в основном составе в гостевом поединке против «Атромитоса». С начала августа по конец 2013 года он на тех же правах играл за клуб Джей-лиги 1 «Оита Тринита», отметившись одним забитым мячом в гостевом матче с командой «Урава Ред Даймондс». С начала 2014 года Кадзияма вернулся в «Токио».

## Карьера в сборной
Ёхэй Кадзияма был включён в состав олимпийской сборной Японии на футбольной турнир Олимпийских игр 2008 года в Китае. Он провёл на этом соревновании все три матча своей команды, появившись в основном составе в двух играх.